# Organisierter Kapitalismus
Der Begriff organisierter Kapitalismus wurde von dem sozialdemokratischen Politiker und marxistischen Theoretiker Rudolf Hilferding im Jahr 1915 geprägt. Bis 1933 bestimmte die Theorie des organisierten Kapitalismus das Gesellschaftsverständnis der deutschen Sozialdemokratie und war eine theoretische Grundlage für die Abkehr von der orthodoxen marxistischen Tradition und die Hinwendung zum Reformismus und demokratischen Sozialismus.

## Hintergrund bei Hilferding

### Vor 1910
Noch in den ersten Jahren des neuen Jahrhunderts, als Mitglied des Sozialistischen Studentenbundes und später als Redakteur des Vorwärts, stritt Hilferding für den Marxismus, verteidigte zum Beispiel gegen innerparteiliche Kritik vehement die Wertlehre von Karl Marx und unterstützte Karl Kautsky. Allerdings entwickelte sich in diesen Jahren seine Gegnerschaft zu Rosa Luxemburg.

### Das Finanzkapital, 1910
Hilferdings theoretisches Hauptwerk, Das Finanzkapital aus dem Jahre 1910, kann als Versuch betrachtet werden, Das Kapital von Marx den Gegebenheiten der neuen Zeit anzupassen und fortzuschreiben.
Gemäß Hilferdings Analyse würde sich die gesamte finanzielle und industrielle Macht der Gesellschaft in der Herausbildung eines Generalkartells bündeln, das er als bewusst geregelte Gesellschaft in antagonistischer Form beschrieb. Das Generalkartell würde die gesamte kapitalistische Produktion bewusst regeln und könne damit die Anarchie der kapitalistischen Produktionsweise praktisch aus sich heraus überwinden. Allerdings schrieb Hilferding hier noch der Arbeiterklasse, die er begrifflich nicht mehr allzu eng verstand und zum Beispiel mit der Herausbildung einer neuen Angestelltenschicht verbunden sah, die Aufgabe zu, die Macht im Staat nötigenfalls gewaltsam zu übernehmen.

### USPD
Nach der Spaltung der SPD schloss sich Hilferding der linken Minderheit in der USPD an und wurde Chefredakteur der im November 1918 gegründeten Parteizeitung Freiheit.

## Der organisierte Kapitalismus, 1915/1924

### Reformismus und demokratischer Sozialismus
Mit der Theorie des organisierten Kapitalismus, die er in verschiedenen Parteitagsreden (insbesondere 1915 und 1924) sowie Aufsätzen und Artikeln ausformte, vollzog Hilferding und mit ihm die deutsche Sozialdemokratie endgültig die Abkehr von der revolutionären Haltung hin zum Reformismus. In der letzten Ausformung dieser Theorie versuchte er, den organisierten Kapitalismus als friedliches, gewaltfreies Durchgangsstadium zum demokratischen Sozialismus (begrifflich gleichfalls in dieser Zeit geprägt) zu erklären. Eine revolutionäre Auflösung der gesellschaftlichen Widersprüche wurde somit abgelehnt. Gemeinsam mit Hilferding vereinigte sich auf dem Nürnberger Parteitag im Jahre 1922 die Minderheit der nunmehr gespaltenen USPD mit den Mehrheitssozialisten; im Jahre 1923 wurde Hilferding Reichsfinanzminister.

### Einige Thesen der Theorie des organisierten Kapitalismus
- Der Sozialismus kann auf dem Weg der parlamentarischen Demokratie erreicht werden.
- Die Staatsmacht bleibt im Klassenkampf neutral.
- Der organisierte Kapitalismus führt eine Zeit des pazifistischen Realismus herbei, eine Zeit ohne imperialistische Kriege.
- konstruktiver Sozialismus durch evolutionären Prozess.

### Kieler Parteitag der SPD von 1927
Im Parteitags-Referat „Die Aufgaben der Sozialdemokratie in der Republik“ definierte er den organisierten Kapitalismus als „den prinzipiellen Ersatz des kapitalistischen Prinzips der freien Konkurrenz durch das sozialistische Prinzip planmäßiger Produktion“.
Eine von ihm verfasste programmatische Beschlussvorlage fand die Zustimmung des Parteitages. Sarkastisch schrieb Siegfried Marck im Jahre 1931, damit sei Hilferding endgültig zum „Theoretiker der Koalitionspolitik in der kapitalistischen Stabilisierung“ geworden.

## Kritik der politischen Ökonomie der Organisation
In einem von Klaus Türk und anderen entwickelten Ansatz ist das Phänomen der Organisation elementar. So werden in der modernen Gesellschaft alle strategisch bedeutsamen Entscheidungen in Organisationen getroffen. Man denke z. B. an eine Renten- oder Gesundheitsreform, den Abschluss von Tarifverträgen oder die Aufnahme einer Erwerbsarbeit. Daher müsste nach Ansicht von K. Türk „Das Kapital“ von Karl Marx umgeschrieben werden. Das erste Kapitel wäre nicht der Ware gewidmet, sondern müsste sich der Organisation zuwenden.

## Disorganisierter Kapitalismus
Das Ende des Neokorporatismus in den entwickelten kapitalistischen Ländern des Westens haben Soziologen wie Claus Offe, Scott Lash und John Urry in ihren Analysen als „Ende des organisierten Kapitalismus“ diagnostiziert. Für das aufkommende neoliberale Regime prägte Offe den Begriff eines „disorganisierten Kapitalismus“.